# Арне Фридрих
Арне Фридрих (Бад Оајнхаузен 29. мај 1979) је бивши професионални немачки фудбалер и тренутни тренер репрезентације Немачке до 17 година.
До јуна 2007, Фридрих је 49 пута играо за репрезентацију Немачке. За репрезентацију је дебитовао 21. августа 2002. против Бугарске у Софији (2:2).
Учествовао је на Светском првенству 2006., када је репрезентација Немачке заузела треће место. Такође био је у тиму који је на Мондијалу у Јужној Африци 2010, поново освојио 3. место.